# Monolatri
Monolatri betyder at kun én gud tilbedes, men at flere andre guders eksistens anerkendes.
Et eksempel på dette, som ofte fremhæves, er fra de 10 bud, hvor 1. bud lyder "Du må ikke have andre guder": Der eksisterer altså andre guder, men kun den gud, som har givet buddene, må tilbedes.
Om mosebøgerne udtrykker monolatri, henoteisme eller monoteisme, kan dog diskuteres. I 5 mos 32,17 afkræftes det, at de, der deskriptivt benævnes som andre guder, fra et israelitisk synspunkt også skulle være guder i ontologisk forstand. 2 Krøn 13,8-9 er et lignende eksempel.